# Bor (Serbia)
Bor (Serbia)  (tiếng Serbia:) là một thành phố Serbia. Thành phố Bor (Serbia) có diện tích km2, dân số là 39.387 người  (theo điều tra dân số Serbia năm 2002) còn dân số cả khu tự quản là người.  Đây là thủ phủ hành chính của quận